# Unterseeboot 1222
L'Unterseeboot 1222 (ou U-1222) est un sous-marin allemand utilisé par la Kriegsmarine pendant la Seconde Guerre mondiale.

## Historique
Après son temps d'entraînement initial à Stettin en Poméranie au sein de la 4. Unterseebootsflottille jusqu'au 29 février 1944, l'U-1222 est affecté à une unité de combat à la base sous-marine de Lorient, dans la 10. Unterseebootsflottille.
L'U-1222 est coulé le 11 juillet 1944 dans le Golfe de Gascogne à l'Ouest de La Rochelle, à la position géographique 46° 31′ N, 5° 29′ O par les grenades lancées par un hydravion lourd britannique Short Sunderland de l'escadron Sqdn. 201/P. 
Les 56 membres d'équipage meurent dans cette attaque.

## Affectations successives
- 4. Unterseebootsflottille du 1er septembre 1943 au 29 février 1944
- 10. Unterseebootsflottille du 1er mars 1944 au 11 juillet 1944

## Commandement
- Kapitänleutnant Heinz Bielfeld du 1er septembre 1943 au 11 juillet 1944

## Navires coulés
L'U-1222 n'a coulé, ni endommagé aucun navire au cours de l'unique patrouille qu'il effectua.